# Grummet

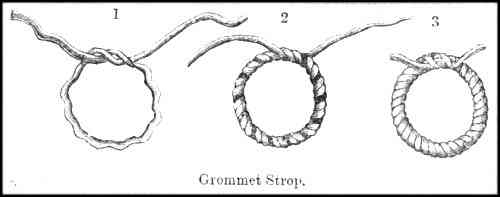
Herstellung eines Grummets

Ein Grummet, Grummetstropp oder Taukranz ist ein endlos gearbeiteter Ring aus geschlagenem (gedrehtem) Tauwerk oder Stahldraht.
Geschlagenes Tauwerk besteht oft aus drei umeinander gedrehten Kardeelen (Teilsträngen oder „Adern“ des Tauwerks). Ein einzelnes, daraus losgelöstes Kardeel wird dann dreifach im Kreis gelegt und so um sich selbst gewunden, dass der entstehende Grummet wieder wie ein (endloses) dreikardeeliges Stück Tauwerk aussieht. Grummets aus vierfach geschlagenem Tauwerk werden dementsprechend vierfach im Kreis gedreht usw. Grummets aus Stahldraht sind entsprechend gefertigt.
Grummetstroppen, insbesondere aus Stahldraht, werden als Anschlagmittel zum Heben von Lasten benutzt, also z. B. als Verbindung zwischen Last und Kranhaken, und können mit einer Stahleinlage versehen werden.
In der Traditionsschifffahrt werden Grummets aus Tauwerk verwendet zum Verbinden von Haken, als Kistengriffe, zum Verlängern einer Leine (Tauwerk) usw.
Ein Grummet in kleiner Form wurde von den frühen Segelmachern auch als Unterlage für ein genähtes Gatchen verwendet.